# Labomimus jizuensis
Labomimus jizuensis – gatunek chrząszcza z rodziny kusakowatych i podrodziny marników. Występuje endemicznie w południowych Chinach.
Gatunek ten opisali po raz pierwszy w 2013 roku Yin Ziwei i Peter Hlaváč na łamach ZooKeys. Jako miejsce typowe wskazano okolice Dali w Junnanie. Materiał typowy zdeponowano w Shanghai Shifan Daxue. Epitet gatunkowy pochodzi od góry Jizu Shan, na której znaleziono paratypy.
Chrząszcz o rudobrązowym ciele długości od 3,54 do 3,64 mm i od 1,29 do 1,31 mm szerokości. Głowa jest dłuższa niż szeroka, o zaokrąglonych bokach zapoliczków. Oczy złożone buduje około 40 omatidiów. Czułki buduje jedenaście członów, z których trzy ostatnie formują buławkę; człony dziewiąty i dziesiąty są u samca zmodyfikowane. Przedplecze jest nieco dłuższe niż szerokie, o lekko okrągławo rozszerzonych krawędziach przednio-bocznych. Pokrywy są szersze niż dłuższe. Zapiersie (metawentryt) ma krótkie i na szczytach ścięte wyrostki. Odnóża przedniej pary mają uzbrojone kolcami brzuszne krawędzie bioder, krętarzy i ud oraz wyraźny, trójkątny wyrostek na szczycie goleni. Odnóża środkowej pary mają po dużym kolcu na spodach krętarzy, szeroko pogrubione spody ud i po drobnym guzku na szczycie goleni. Tylne krętarze i uda pozbawione są modyfikacji. Odwłok jest szeroki na przedzie i zwęża się ku tyłowi. Genitalia samca mają środkowy płat edeagusa asymetryczny, co wyraźnie odróżnia je od tych u L. fimbriatus i L. simplicipalpus.
Owad ten jest endemitem południowo-zachodniej części Chin, znanym tylko z Junnanu. Spotykany był w terenie górzystym, na rzędnych od 2450 do 2900 m n.p.m. Zasiedla lasy mieszane. Bytuje w ściółce i wśród mchów.